# 성제원
성제원(成悌元, 1506년~1559년)은 조선의 학자이다. 본관은 창녕(昌寧)이며, 자는 자경(子敬), 호는 동주(東洲)·소선(笑仙), 시호는 청헌(淸憲)이다. 

## 생애
잦은 사화(士禍)를 보고 과거를 포기하며 학문을 연구 및 후학 양성에 힘썼다. 이희안(李希顔), 성운(成運), 조식(曺植), 신계성(申季誠) 등과 교유했으며, 1553년에는 군기시주부와 돈녕부주부를 거쳐 보은현감에 제수되었다.
임기가 끝난 뒤에는 규장각 제학에 추증되었으며, 공주의 충현서원(忠賢書院), 창녕의 물계서원(勿溪書院) 등에 배향되었다.